# Béatrice Harnois
Pour les articles homonymes, voir Harnois (homonymie).
Béatrice Harnois, née le 14 juin 1955 à Paris 6e, est une actrice française surtout connue pour sa participation dans des films érotiques et pornographiques dans les années 1970.

## Biographie
Béatrice Harnois fait ses débuts au cinéma en 1974 avec Le Pied, un film érotique de Pierre Unia. Devant l'insuccès du film à sa sortie, les producteurs décident de proposer une nouvelle version hardcore. L'actrice accepte de tourner de nouvelles scènes de sexe, explicites cette fois, et fait ainsi ses débuts dans la pornographie,. Son physique, à la fois plantureux et juvénile, fait vite remarquer la petite actrice des réalisateurs et du public.

Elle apparaît dans des succès du genre comme Le Sexe qui parle ou Exhibition et tient la vedette de Felicia de Max Pécas et de Candice Candy de Pierre Unia.

Sa carrière sera brève, puisqu'après seulement deux ans d'activité, elle choisit de se retirer des écrans pour se marier.

## Filmographie

### Films «classiques»
- 1975 : Lèvres de sang de Jean Rollin : Une modèle
- 1975 : Draguse ou le manoir infernal de Patrice Rhomm et Patrice Rondard

### Films X ou érotiques
- 1975 : Le pied!.. de Pierre Unia (sorti en version « soft » et en version « hard »)
- 1975 : Change pas de main de Paul Vecchiali : participante aux « films »
- 1975 : Suce-moi vampire version hardcore de Lèvres de sang de Jean Rollin : Une modèle
- 1975 : Les deux gouines de José Bénazéraf : Béatrice et Manon
- 1975 : Les liaisons perverses de Jean-Paul Savignac
- 1975 : Les Chevaliers de la croupe de Eddy Naka : Actrice de film porno
- 1975 : Le Sexe qui parle de Claude Mulot : Joëlle jeune
- 1975 : Les mille et une perversions de Felicia de Max Pécas : Felicia (sorti en version « hard » et en version « soft »)
- 1976 : Porn's Girls de Guy Maria :
- 1976 : Soupirs profonds de Michel Caputo :
- 1976 : Candice Candy de Pierre Unia : Candy

### Documentaires
- 1975 : Exhibition de Jean-François Davy : Elle-même
- 1976 : Les Pornocrates de Jean-François Davy : Elle-même

### Images d'archives
- 1976 : L'Enlèvement des Sabines de Pierre Unia : (extraits de Candice Candy)
- 1977 : Cailles sur canapé de Serge Korber :
- 1978 : Les Voyeuses de Pierre Unia :
- 1978 : Folles amours de Pierre Unia :
- 1979 : La Kermesse du sexe de Pierre Unia : (extraits de Candice Candy)
- 1979 : Une Hôtesse très spéciale de Pierre Unia : (extraits de Candice Candy)